# سیگودسا
سیگودسا (به اسپانیایی: Cigudosa) یک دهستان در اسپانیا است که در سریا واقع شده‌است.

## خصوصیات
سیگودسا ۲۰ کیلومترمربع مساحت و ۵۷ نفر جمعیت دارد.